# Sallah Shabati
Sallah Shabati (org. סאלח שבתי) – izraelski film komediowy z 1964 w reżyserii Ephraima Kishona, z Chaimem Topolem w roli głównej. Nagrodzony Złotym Globem dla najlepszego filmu nieangielskojęzycznego w 1965 roku.

## Nagrody
Obraz Kishona był nominowany do Oscara dla najlepszego filmu nieanglojęzycznego w 1965, przegrywając z Wczoraj, dziś, jutro w reżyserii Vittorio De Sica. W tym samym roku otrzymał dwa Złote Globy: dla najlepszego filmu nieangielskojęzycznego oraz dla najlepszego aktora debiutującego (Chaim Topol). Rok wcześniej komedia była nagrodzona na Międzynarodowym Festiwalu w San Francisco, otrzymując Golden Gate Award w dwóch kategoriach: dla najlepszego aktora (Chaim Topol) oraz dla najlepszego scenariusza (Ephraim Kishon).

## Fabuła
Żyd mizrachijski przybywa do Izraela z kolejną falą imigracyjną. Otrzymuje niewielkie lokum w ma’abarot, w którym żyje ze swoją rodziną. Tu robi wszystko, by pozwolić sobie na lepsze mieszkanie. Satyra na sytuację społeczną po II wojnie światowej.

## Obsada
W filmie wystąpili m.in.:
- Chaim Topol jako Sallah Shabati
- Arik Einstein jako chłopak córki Sallaha Shabatiego
- Geula Nuni jako Habbubah Shabati, córka Sallaha
- Gila Almagor jako pracownica socjalna
- Shraga Friedman jako Neuman, nadzorca
- Zaharira Harifai jako Frieda, kierująca kibucem
- Shaike Levi jako Shimon Shabati, syn Sallaha
- Nathan Meisler jako Goldstein, sąsiad i partner do tryktraka
- Esther Greenberg jako żona Sallaha
- Mordecai Arnon jako Mordechaj